# James Agee
James Rufus Agee (Knoxville, 25 de maio de 1905 - Nova Iorque, 16 de maio de 1955) foi um escritor, jornalista e crítico de cinema norte-americano do século XX.
Os seus poemas e textos caracterizam-se por uma linguagem melodiosa e por um ritmo magistral: ''Permit me voyage'' (1934). Escreveu também romances psicológicos. Trabalhou como argumentista/roteirista para muitos filmes de Hollywood.